# Ayi Kwei Armah
Ayi Kwei Armah (Sekondi-Takoradi, 28 oktober 1939) is een Ghanese schrijver die vooral bekend staat om zijn romans, waaronder The Beautyful Ones Are Not Yet Born (1968), Two Thousand Seasons (1973) en The Healers (1978). Hij is daarnaast essayist en heeft ook poëzie, korte verhalen en kinderboeken geschreven.

## Vroege jaren en opleiding
Ayi Kwei Armah werd geboren in de havenstad Sekondi-Takoradi in Britse Goudkust (huidig Ghana) als zoon van Fante-sprekende ouders, die van vaderskant afstammen van een koninklijke familie in de Ga-natie. Van 1953 tot 1958 ging Armah naar het Prince of Wales College (nu bekend als Achimota School). Hij won een studiebeurs om in de Verenigde Staten te studeren waar hij tussen 1959 en 1963 was. Hij ging naar de Groton School in Groton, Massachusetts en daarna naar de Harvard University waar hij een graad in sociologie behaalde. Daarna verhuisde Armah naar Algerije en werkte als vertaler voor het tijdschrift Révolution Africaine. In 1964 keerde hij terug naar Ghana waar hij scenarioschrijver was voor Ghana Television en later Engels doceerde aan de Navrongo Secondary School. 

## Academische carrière
Tussen 1967 en 1968 was hij redacteur van het tijdschrift Jeune Afrique in Parijs. Van 1968 tot 1970 studeerde Armah aan de Columbia University en behaalde zijn Master of Fine Arts in creatief schrijven. In de jaren zeventig werkte hij als leraar in Oost-Afrika, aan het College of National Education, Chang'ombe, Tanzania en aan de Nationale Universiteit van Lesotho. Vervolgens doceerde hij aan de Universiteit van Massachusetts, Amherst College, Cornell University en aan de Universiteit van Wisconsin-Madison. Hij woont sinds de jaren tachtig in Dakar, Senegal.
In het dorp Popenguine, ongeveer 70 km van Dakar, richtte hij zijn eigen uitgeverij op, Per Ankh: the African Publication Collective waar zijn eigen boeken verkrijgbaar zijn.

## Thema's in zijn werken
Armah begon zijn carrière als schrijver in de jaren zestig en publiceerde gedichten en korte verhalen in het Ghanese tijdschrift Okyeame, in Harper's Magazine, The Atlantic Monthly en New African. 
The Beautyful Ones Are Not Yet Born (1968)
Zijn eerste roman, The Beautyful Ones Are Not Yet Born, werd gepubliceerd in 1968 en vertelt het verhaal van een naamloze man die worstelt om zich te verzoenen met de realiteit van Ghana na de onafhankelijkheid.
Fragments (1970)
In het boek Fragments is de hoofdrolspeler, Baako, een "been-to" - een man die naar de Verenigde Staten is geweest en daar zijn opleiding heeft genoten. Terug in Ghana wordt hij met bijgelovig ontzag beschouwd als een link naar de westerse levensstijl. Baako's grootmoeder Naana, een blinde ziener, staat in levend contact met de voorouders. Onder druk van onvervulde verwachtingen breekt Baako eindelijk. Net als in zijn eerste roman contrasteert Armah de twee werelden van materialisme en morele waarden, corruptie en dromen, twee werelden van integriteit en sociale druk.
Why are we so blest? (1972)
Why are we so blest? speelt zich grotendeels af op een Amerikaanse universiteit en concentreert zich op een student, Modin Dofu, die is gestopt met zijn studie aan Harvard. De gedesillusioneerde Modin wordt verscheurd tussen onafhankelijkheid en westerse waarden. Hij ontmoet een Portugese zwarte Afrikaan genaamd Solo, die een zenuwinzinking heeft gehad en witte Amerikaanse vrouw, Aimée Reitsch. Solo, de afgewezen schrijver, houdt een dagboek bij, dat de inhoud van de roman is. Aimée's frigiditeit en toewijding aan de revolutie leidt uiteindelijk tot hun ondergang, wanneer Modin in de woestijn wordt vermoord door Franse OAS-revolutionairen.
Two Thousand Seasons (1973)
De trans-Atlantische en Afrikaanse slavenhandel is het onderwerp van Armah's Two Thousand Seasons waarin een meervoudige gemeenschappelijke stem spreekt door de geschiedenis van Afrika, de natte en droge seizoenen, vanaf een periode van duizend jaar. Arabische en Europese onderdrukkers worden afgeschilderd als "roofdieren", "vernietigers" en "zombies". De roman is op allegorische toon geschreven en verschuift van autobiografische en realistische details naar filosofische overpeinzingen waarin een nieuw tijdperk wordt voorspeld.
The Healers (1978)
The Healers vermengt feit en fictie over de val van het Ashanti-rijk. De genezers in kwestie zijn beoefenaars van de traditionele geneeskunde die fragmentatie zien als de dodelijke ziekte van Afrika.
Osiris Rising (1995)
Armah zweeg lange tijd als romanschrijver tot hij in 1995 Osiris Rising publiceerde waarin hij een radicale onderwijshervormingsgroep schetst die het Oude Egypte weer centraal stelt in het curriculum.

## Ontvangst van zijn werk
Behorend tot de generatie Afrikaanse schrijvers na Chinua Achebe en Wole Soyinka zou Armah "een tijdperk van intense wanhoop belichamen". Vooral het latere werk van Armah heeft bij veel critici sterke reacties opgeroepen. Hoewel Two Thousand Seasons saai en breedsprakig wordt genoemd, of het product is van een "filosofie van paranoia, een antiracistisch racisme - kortom, herboren Negritude", heeft Soyinka geschreven dat Armah's visie "zichzelf bevrijdt van geleende filosofieën in zijn zoeken naar een verenigend, harmoniserend ideaal voor een onderscheidende mensheid."
Als essayist heeft Armah zich beziggehouden met de identiteit en de hachelijke situatie van Afrika. Zijn grootste aandachtspunt is de oprichting van een pan-Afrikaans bureau dat alle verschillende culturen en talen van het continent Afrika omarmt. Armah heeft opgeroepen tot het gebruik van Kiswahili als voertaal voor het continent.
Ontvangst in Nederland
Hoewel een klassieke Afrikaanse schrijver, heeft Ayi Kwei Armah in Nederland nog niet de bekendheid van andere Afrikaanse schrijvers zoals Wole Soyinka, Chinua Achebe, Nagieb Mahfoez of Vamba Sherif. Ama van Dantzig koos in 2017 Armah's boek "The Beautyful Ones Are Not Yet Born" als beste boek van Afrika. Arman is de mentor van de Ghanese schrijfster Ayesha Harruna Attah bekend van haar boek "Het diepe blauw" uit 2021. Attah verbleef in 2021 in Amsterdam als writer in residence (schrijversresidentie van het Nederlands Letterenfonds) waar zij werkte aan een nieuwe epische roman.

## Geselecteerde bibliografie
Romans
- The Beautyful Ones are not yet born (Boston: Houghton Mifflin, 1968; London: Heinemann Educational Books, 1969 (herdruk, 1989)
- Fragments (Boston: Houghton Mifflin, 1970; London: Heinemann Educational Books, 1974 (herdruk, 1975)
- Why are we so blest? (New York: Doubleday, 1972; London: Heinemann Educational Books, 1974 (herdruk, 1985)
- Two Thousand Seasons (Nairobi: East African Publishing House, 1973; London: Heinemann Educational Books, 1979; Chicago: Third World Press, 1979)
- The Healers (Nairobi: East African Publishing House, 1978; London: Heinemann Educational Books, 1979; Popenguine, Senegal: Per Ankh, 2000)
- Osiris Rising (Popenguine, Senegal: Per Ankh, 1995)
- KMT: The House of Life (2002)
- The Resolutionaries (Per Ankh, 2013)

Voor kinderen
- Hieroglyphics for Babies (Per Ankh, 2002) (met Aboubacry Mousa Lam)

Non-fictie
- The Eloquence of the Scribes: A Memoir on the Sources and Resources of African Literature (Popenguine, Senegal: Per Ankh, 2006)
- Remembering the Dismembered Continent (essays) (Per Ankh, 2010)

In het Nederlands vertaald
- De tijd is nog niet rijp (Maasbree: Zelen, 1982) (vertaling van The Beautyful Ones are not yet born)

## Secundaire literatuur
- Robert Fraser, The Novels of Ayi Kwei Armah, Heinemann, 1980.
- Garry Gillard, "Narrative situation and ideology in five novels of Ayi Kwei Armah" "Narrative situation and ideology in five novels of Ayi Kwei Armah", Span: Journal of the South Pacific Association for Commonwealth Literature and Language Studies, nummer 33, 1992.
- Tommie L. Jackson, The Existential Fiction of Ayi Kwei Armah, Albert Camus en Jean-Paul Sartre, University Press of America, 1996.
- Leif Lorentzon, An African Focus – A Study of Ayi Kwei Armah's Narrative Africanization, Stockholm: Almqvist & Wiksell, 1998.
- Ode Ogede, Ayi Kwei Armah, Radical Iconoclast: Pitting Imaginary Worlds Against the Actual, Ohio University Press, 2000.
- Derek Wright (red.), Critical Perspective on Ayi Kwei Armah, Lynne Rienner Publishers, 1992.
- Derek Wright, Ayi Kwei Armah's Africa: The Sources of His Fiction, Hans Zell Publishers, 1989.
- Liu Zhang, "Looking for Ayi Kwei Armah", The Complete Review, Volume II, Issue 3, augustus 2001.

## Interviews
- Molara Ogundipe, "A Sunday afternoon with Ayi Kwei Armah", The Liberator Magazine, augustus 2002.
- Assata Shakur, "An Evening with Ayi Kwei Armah (uittreksel uit transcript)"